# Philos
Die SA Nouvelle des Automobiles Philos war ein französischer Hersteller von Automobilen.

## Unternehmensgeschichte
Das Unternehmen aus Lyon begann 1912 mit der Produktion von Automobilen. Der Markenname lautete Philos. 1923 endete die Produktion. Jean Gras übernahm das Unternehmen.

## Fahrzeuge
Zunächst entstanden Automobile, die mit Vierzylinder-Einbaumotoren von Ballot mit 1131 cm³ Hubraum ausgestattet waren. Nach der kriegsbedingten Unterbrechung der Produktion wurde 1919 der Fahrzeugbau erneut aufgenommen. Nun kamen Vierzylinder-Einbaumotoren von Altos, Ballot, S.C.A.P. und Ruby mit Hubräumen zwischen 1088 cm³ und 1775 cm³ zum Einsatz.
Folgende Typen werden konkret genannt:
- 8 CV, Vierzylindermotor mit 1,1 Liter Hubraum, gebaut ab 1912 bis in den Ersten Weltkrieg,
- 10 CV, vorgestellt auf dem Pariser Autosalon 1919, gebaut bis 1921: Vierzylindermotor von Ballot, 1592 cm³, Bohrung × Hub 65 × 120 mm, Radstand 2,95 m, 2650 mm, Spurweite 1250 mm, kostete 1920 als Torpedo mit 4 Sitzen 9000 Französische Francs[4][5].
- 10 CV, vorgestellt auf dem Salon 1921, gebaut bis 1923: Vierzylindermotor von Altos, 1779 cm³, Bohrung × Hub 66 × 130 mm, Radstand 2,75 m,
- 7 CV, vorgestellt auf dem Salon 1922, gebaut bis 1923: Vierzylindermotor von Altos, 1328 cm³, Bohrung × Hub 62 × 110 mm, Radstand 2,63 m[6][7].
- Ein Fahrzeug hatte einen Vierzylindermotor mit 2117 cm³ mit 72 mm Bohrung und 130 mm Hub.[8]

Ein Fahrzeug dieser Marke ist im Musée Communal de l’Automobile Mahymobiles in Leuze-en-Hainaut zu besichtigen

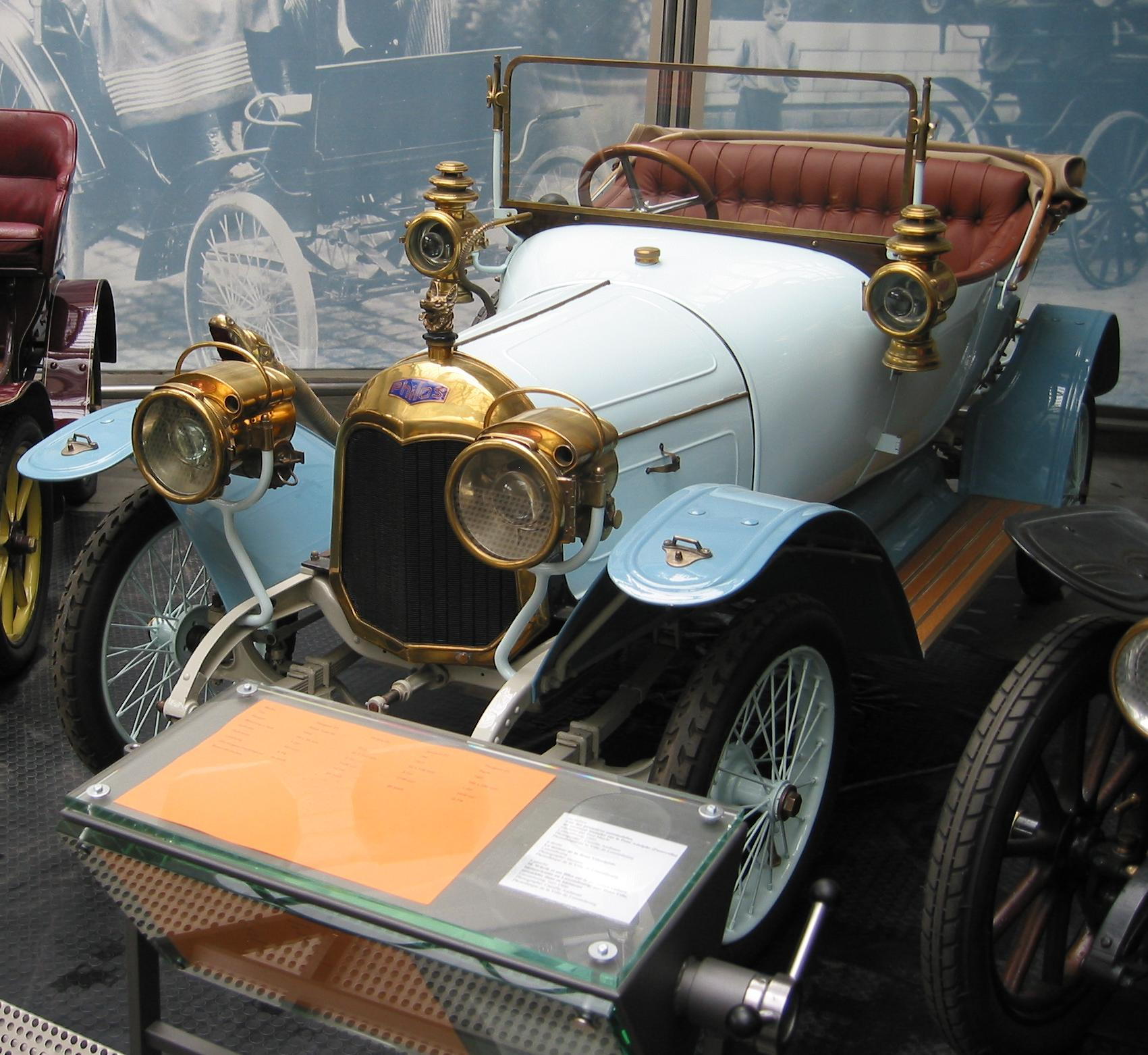
Philos von 1912
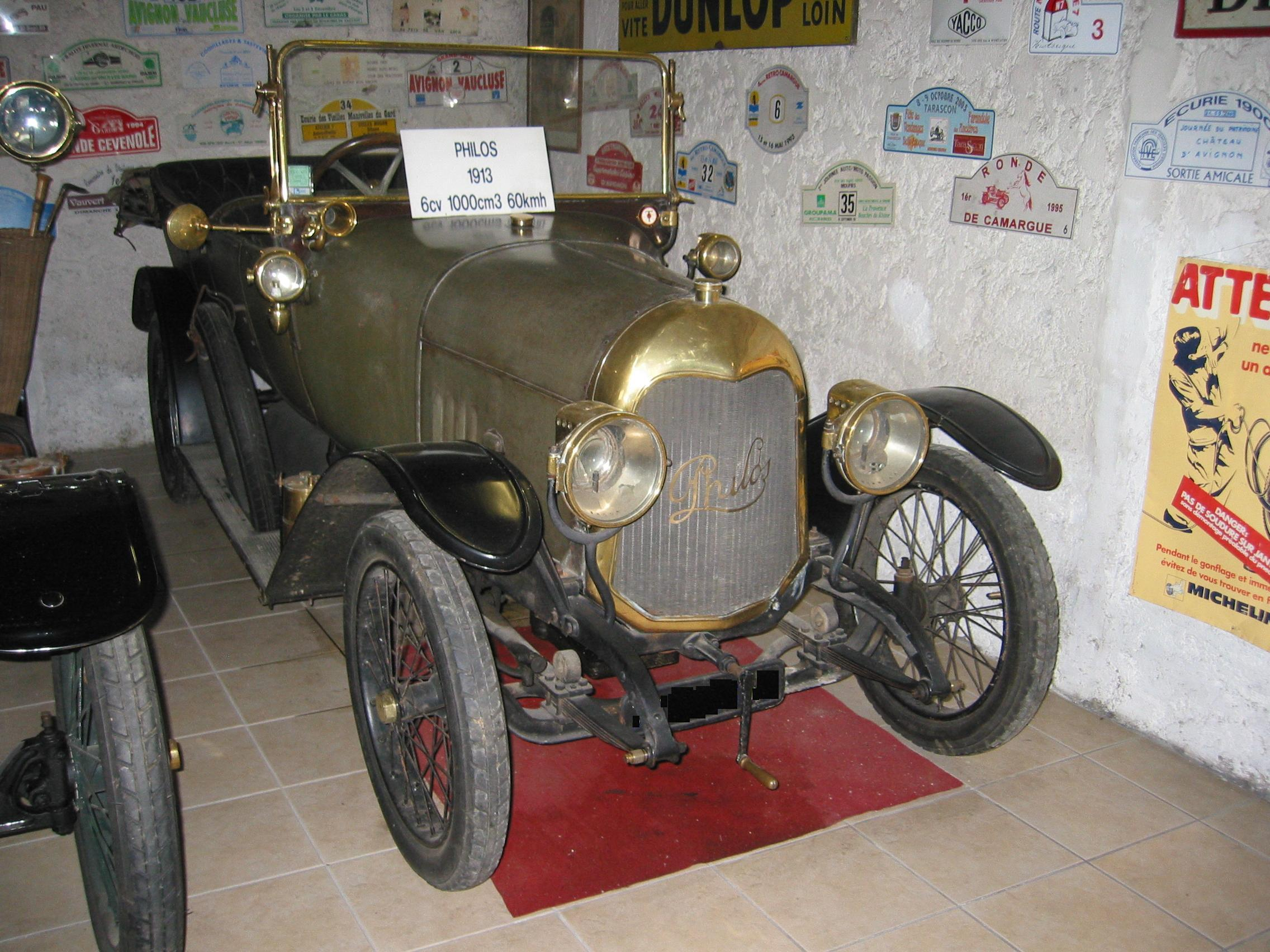
Philos 6 CV von 1913
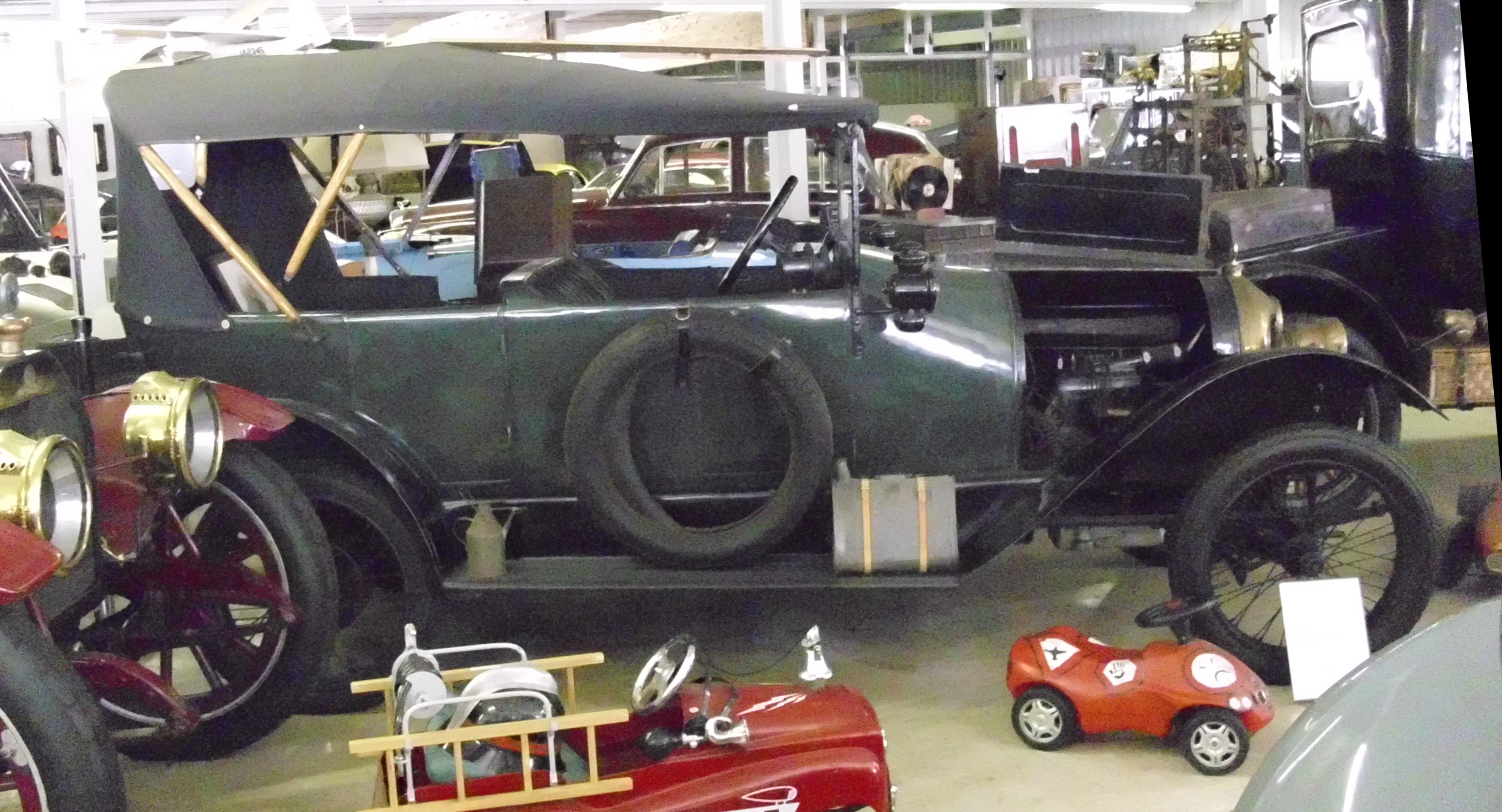
Philos 9 CV von 1913